# Chastel-sur-Murat

Chastel-sur-Murat este o comună în departamentul Cantal, Franța. În 1 ianuarie 2018 avea o populație de 110 de locuitori.